# Elophila
Elophila là một chi bướm đêm thuộc họ Crambidae.

## Các loài
- Elophila acornutus  Agassiz, 2012
- Elophila africalis  (Hampson, 1906)
- Elophila aristodora  (Turner, 1908)
- Elophila atlantica  (Munroe, 1972)
- Elophila bourgognei Leraut, 2001
- Elophila difflualis  (Snellen, 1880)
- Elophila ealensis  (Agassiz, 2012)
- Elophila ekthlipsis  (Grote, 1876)
- Elophila faulalis  (Walker, 1859)
- Elophila feili Speidel, 2002
- Elophila fengwhanalis  (Pryer, 1877)
- Elophila fluvialis (Schaus, 1912)
- Elophila fulvalis  (Hampson, 1899)
- Elophila gurgitalis  (Lederer, 1863)
- Elophila gyralis  (Hulst, 1886)
- Elophila icciusalis  (Walker, 1859)
- Elophila interruptalis  (Pryer, 1877)
- Elophila manilensis  (Hampson, 1917)
- Elophila maralis  (Schaus, 1920)
- Elophila melagynalis  (D. J. L. Agassiz, 1978)
- Elophila melanolepis  (Hampson, 1919)
- Elophila minima Agassiz, 2012
- Elophila minimalis  (Saalmüller, 1880)
- Elophila minoralis (Mabille, 1881)
- Elophila monetalis (Snellen, 1880)
- Elophila nebulosalis  (Fernald, 1887)
- Elophila nigralbalis  (Caradja, 1925)
- Elophila nigrolinealis  (Pryer, 1877)
- Elophila nuda  F.Q. Chen, C.S. Wu & D.Y. Xue, 2010
- Elophila nymphaeata – Brown China-Mark Linnaeus, 1758
- Elophila obliteralis  (Walker, 1859)
- Elophila occidentalis  (Lange, 1956)
- Elophila orientalis  (Filipjev, 1933)
- Elophila palliolatalis  (Swinhoe, 1890)
- Elophila radiospinula F.Q. Chen, C.S. Wu & D.Y. Xue, 2010
- Elophila responsalis  (Walker, 1866)
- Elophila rivulalis Duponchel, 1834
- Elophila roesleri  Speidel, 1984
- Elophila rosetta  (Meyrick, 1938)
- Elophila scitalis (Swinhoe, 1885)
- Elophila separatalis  (Leech, 1889)
- Elophila serralinealis  (Barnes & Benjamin, 1924)
- Elophila sinicalis  (Hampson, 1897)
- Elophila tenebralis  (Lower, 1902)
- Elophila tinealis  (Munroe, 1972)
- Elophila turbata  (Butler, 1881)

## Hình ảnh

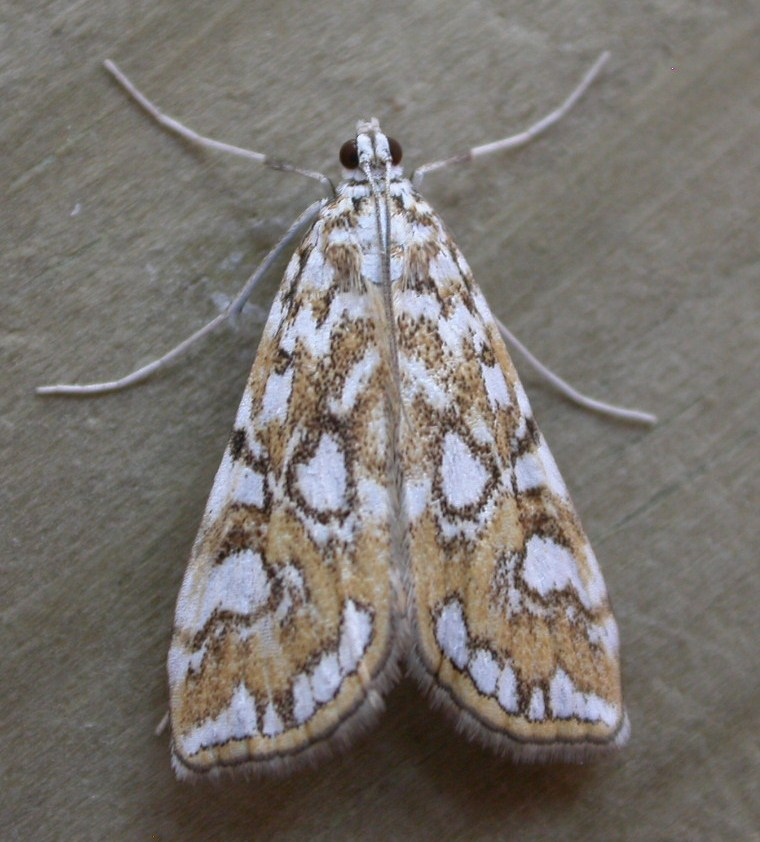
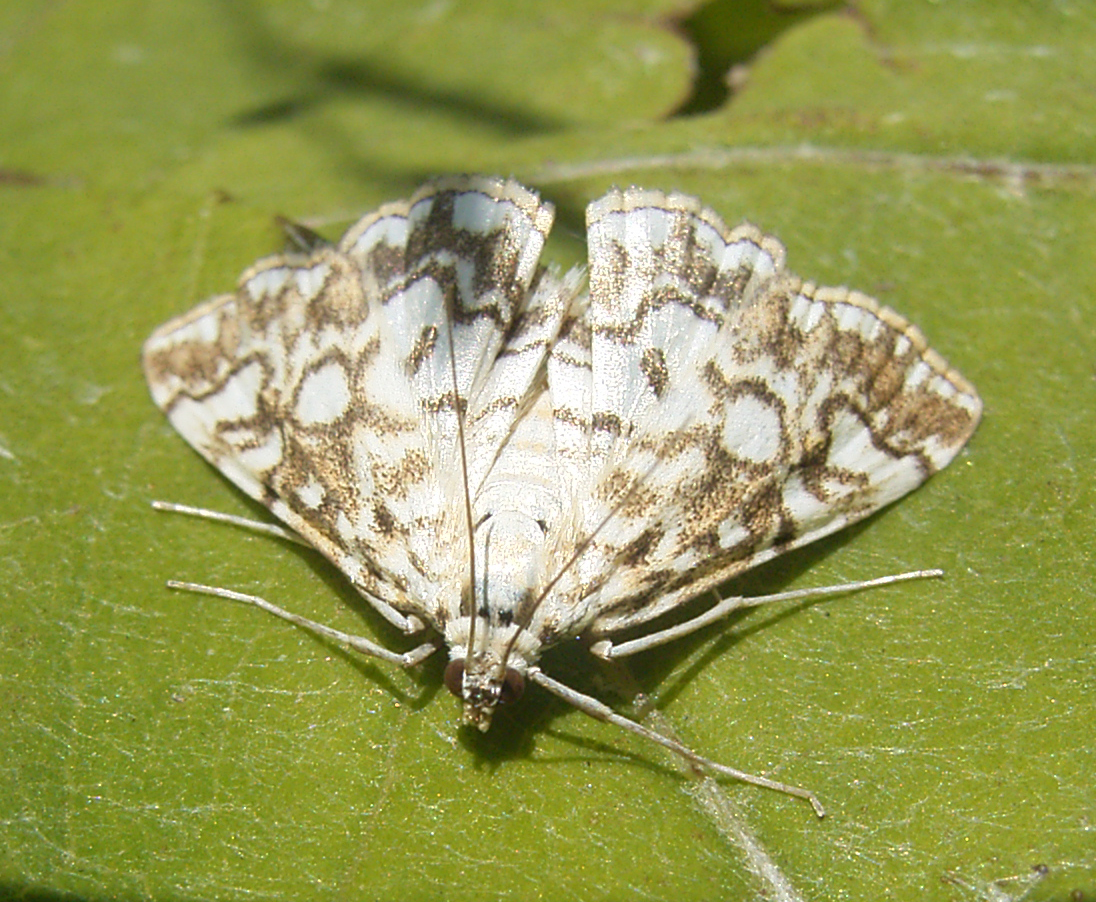